# El Fondo d'Elx-Crevillent
El Fondo d'Elx-Crevillent este o arie protejată (sit de importanță comunitară — SCI) din Spania întinsă pe o suprafață de 2.374,65 ha, integral pe uscat.

## Localizare
Centrul sitului El Fondo d'Elx-Crevillent este situat la coordonatele 38°11′14″N 0°44′58″W / 38.1872°N 0.7494°V.

## Înființare
Situl El Fondo d'Elx-Crevillent a fost declarat sit de importanță comunitară în decembrie 1997 pentru a proteja 1 specie de plante și 47 de specii de animale.

## Biodiversitate
Situată în ecoregiunea mediteraneană, aria protejată conține 8 habitate naturale: Tufărișuri halo-nitrofile (Pegano-Salsoletea), Lacuri eutrofice naturale cu vegetație de tip Magnopotamion sau Hydrocharition, Stepe sărăturate mediteraneene (Limonietalia), Lagune de coastă, Tufărișuri halofile mediteraneene și termo-atlantice (Sarcocornetea fruticosi), Pășuni mediteraneene udate de apa mării (Juncetalia maritimi), Ape puternic oligomezotrofe cu vegetație bentonică cu Chara spp., Galerii și tufărișuri riverane sudice (Nerio-Tamaricetea și Securinegion tinctoriae).
La baza desemnării sitului se află mai multe specii protejate:
- plante (1): Riella helicophylla
- păsări (45): privighetoare-de-baltă (Acrocephalus melanopogon), pescăruș albastru (Alcedo atthis), rață sulițar (Anas acuta), rață lingurar (Anas clypeata), rață pitică (Anas crecca), rață fluierătoare (Anas penelope), rață mare (Anas platyrhynchos), rață cârâitoare (Anas querquedula), rață pestriță (Anas strepera), stârc cenușiu (Ardea cinerea), stârc roșu (Ardea purpurea), stârc galben (Ardeola ralloides), rață-cu-cap-castaniu (Aythya ferina), rață roșie (Aythya nyroca), buhai de baltă (Botaurus stellaris), Bubulcus ibis, ciocârlie-cu-degete-scurte (Calandrella brachydactyla), Calandrella rufescens, prundăraș de sărătură (Charadrius alexandrinus), chirighiță-cu-obraz-alb (Chlidonias hybridus), erete de stuf (Circus aeruginosus), egretă mică (Egretta garzetta), Fulica cristata, Galerida theklae, becațină comună (Gallinago gallinago), ciovlica roșcată (Glareola pratincola), cocor (Grus grus), piciorong (Himantopus himantopus), stârc pitic (Ixobrychus minutus), Marmaronetta angustirostris, rață cu ciuf (Netta rufina), stârc de noapte (Nycticorax nycticorax), Oxyura leucocephala, vultur pescar (Pandion haliaetus), pițigoi de stuf (Panurus biarmicus), Phalacrocorax carbo sinensis, Phoenicopterus ruber, lopătar (Platalea leucorodia), țigănuș (Plegadis falcinellus), corcodel-cu-gât-negru (Podiceps nigricollis), Porphyrio porphyrio, ciocântors (Recurvirostra avosetta), chiră mică (Sterna albifrons), silvie de tufiș (Sylvia undata), călifar alb (Tadorna tadorna)
- pești (1): Aphanius iberus
- reptile (1): Mauremys leprosa

Pe lângă speciile protejate, pe teritoriul sitului au mai fost identificate 3 specii de plante.